# Tintinnabulum

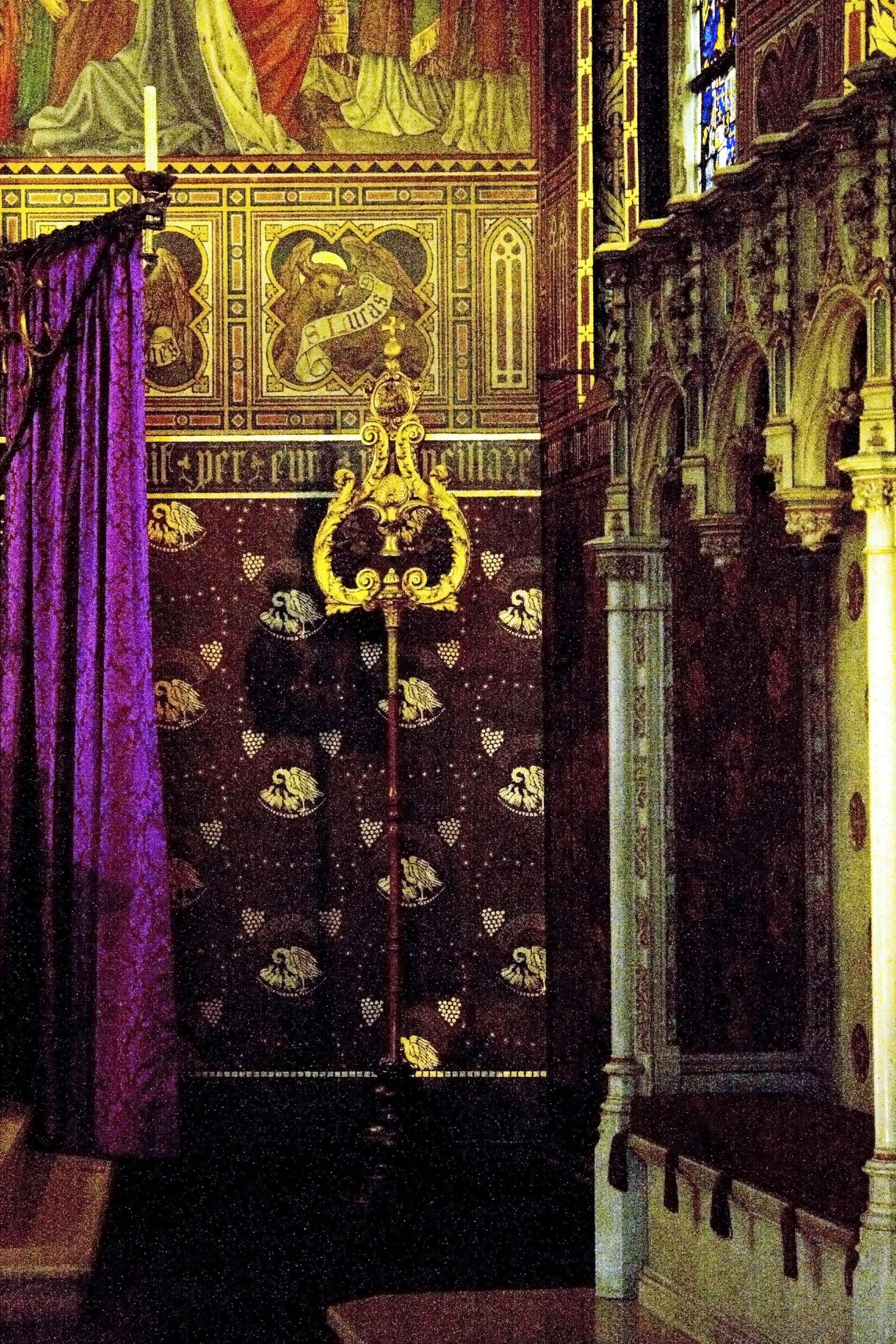
Tintinnabulum a bruggei Szent Vér-bazilikában

A tintinnabulum egy rúdra erősített kis harang, a pápai hatalom jelképe. 
A középkorban alakult ki a használata, pápai körmenetek alkalmával hordozták a pápa előtt az utcán, hogy Róma lakói felfigyeljenek a közeledtére.
Elhelyezik – az umbraculummal együtt – azokban a templomokban is, amelyek a Szentszéktől megkapták a bazilika rangot. Itt a pápához fűződő szoros kapcsolatot jelzik. Ezek a bazilikák is hordozhatják körmeneteiken.